# SoftBank 003Z
Libero SoftBank 003Z（リベロ SoftBank ぜろぜろさんズィー）はZTE（中興通訊）が開発しソフトバンクモバイルが販売するW-CDMA及びGSM通信方式に対応するAndroidをOSに搭載したスマートフォン。2010年12月24日発売。

## 概要
- ZTE初のAndroidスマートフォンである。
- 海外で販売されているZTE Bladeの日本向けローカライズモデルだが、ディスプレイが有機ELからTFT液晶に変更されているなど海外向けのモデルとはスペックが異なっている部分もある。
- 重さは115gで、2010年-2011年冬春モデルで発表されたソフトバンクのスマートフォンの中では最軽量である。
- 日・英・中三ヶ国語対応。

## 歴史
- 2010年11月4日 - ソフトバンクモバイルより発表。
- 2010年12月24日 - 発売。
- 2011年3月6日 - ホワイト発売。
- 2011年12月3日 - WX01NXとのセット販売（新ウィルコム定額プランGS）の形で、WILLCOM CORE 3G契約で利用する形により、ウィルコムより発売開始（ただし、003Zがブラックの場合、WX01NXのカラーはダークブルー・ディープピンクのいずれか、003Zがホワイトの場合、WX01NXのカラーはライトブルー・ホワイト・ライトピンクのいずれかの組み合わせとなる）。オンラインショップから購入の場合、WX350Kとのセット販売（新ウィルコム定額プランGS）（こちらは、いずれもブラックの組み合わせかいずれもホワイトの組み合わせかを選択する形となり、これ以外の組み合わせは不可）も同日より開始。
- 2012年～ - ソフトバンクオンラインショップで、「プリモバイル」として数量限定で発売。

## 対応サービス・機能
- Android 2.2搭載
  - ただし、Flash Player 10.1についてはCPUがARMv6アーキテクチャ採用のものであるため非対応。

| 主な対応サービス         | 主な対応サービス                    | 主な対応サービス     | 主な対応サービス |
| ------------------------ | ----------------------------------- | -------------------- | ---------------- |
| S!一斉トーク             | S!ともだち状況                      | Twitter              |                  |
| S!ループ                 | S!タウン                            | S!速報ニュース       |                  |
| PCサイトダイレクト       | 電子コミック                        | S!アプリ             |                  |
| 着うたフル／着うた       | デコレメール（受信のみ）            | S!電話帳バックアップ |                  |
| S!FeliCa                 | ミュージックプレイヤー              | GPS                  |                  |
| コンテンツおすすめメール | TVコール                            | 世界対応ケータイ     |                  |
| ワンセグ                 | 3G ハイスピード （下り最大7.2Mbps） | S!おなじみ操作       |                  |